# Muzej Brodskog Posavlja

Muzej Brodskog Posavlja je opće zavičajni, lokalni muzej koji se sustavno bavi prikupljanjem i obradom predmeta iz brodskog Posavlja. Muzej je smješten u palači Horvat koja se nalazi u Starčevićevoj ulici u Slavonskome Brodu.

## O muzeju
Muzej Brodskog Posavlja čuva memorabilije i vrijedne povijesne artefakte koji su u prošlosti nastajali na prostoru Brodsko-posavske županije. U muzeju su pohranjeni predmeti nastali u razdoblju neolitika, dobu antike, srednevjekovlja, novovjekovlja pa sve do 20. stoljeća. Muzej sadrži predmete od neolitičke keramike, Keltskih metalnih sjekira, rimske knemide, vojnokrajiškog oružja do prvih tehničkih uređaja 20. stoljeća.

## Povijest
Zahvaljujući donaciji Julija Hoffmanna (1881. – 1958.), željezničkog činovnika, zaljubljenika u starine i svestranog sakupljača koji je gradu darovao vrijednu zbirku od 3500 komada numizmata, 600 komada starih značaka, šest komada starih satova, jedne gusle i sedam starih uljanih slika, a koja zbirka prema procjeni vrijedila oko 250.000 dinara, odlukom Gradskog poglavarstva od 23. siječnja 1934. godine osnovan je Gradski i arheološki muzej. Godine 1953. muzej mijenja ime u Muzej Brodskog Posavlja, a tada novouređeni postav bio je jedan od najsuvremenijih postava zavičajnog tipa u tadašnjoj Jugoslaviji.
U potresu koji je pogodio Brod 1964. oštećena je zgrada Magistrata u kojem je muzej bio smješten. Godine 1979. muzeju je na upravljanje predan Spomen-park i rodna kuća Đure Đakovića u Brodskom Varošu.
Početkom Domovinskog rata, stalni postav MBP-a je zatvoren, a djelatnost muzealaca usmjerena je na zaštitu i izmještanje najvrjednije građe te organiziranje povremenih izložaba. Od 1997. godine Muzej je smješten u dijelu novoizgrađenog Muzejsko-poslovnog centra, uz zgradu Gradskog magistrata, u Starčevićevoj ulici. Složen projekt obnove i uređenja zgrade Magistrata za stalni postav, započet 2002. godine, uz brojene poteškoće, traje još i danas.

## Odjeli muzeja
- Prirodoslovni odjel
- Arheološki odjel
- Etnografski odjel
- Kulturno-povijesni odjel
- Odjel suvremene povijesti
- Galerijski odjel
- Preparatorska radionica
- Knjižnica
- Opći odjel

## Vanjske poveznice
- Muzej Brodskog Posavlja službena stranica
- Muzejski Dokumentacijski Centar